# Efectul Zeeman

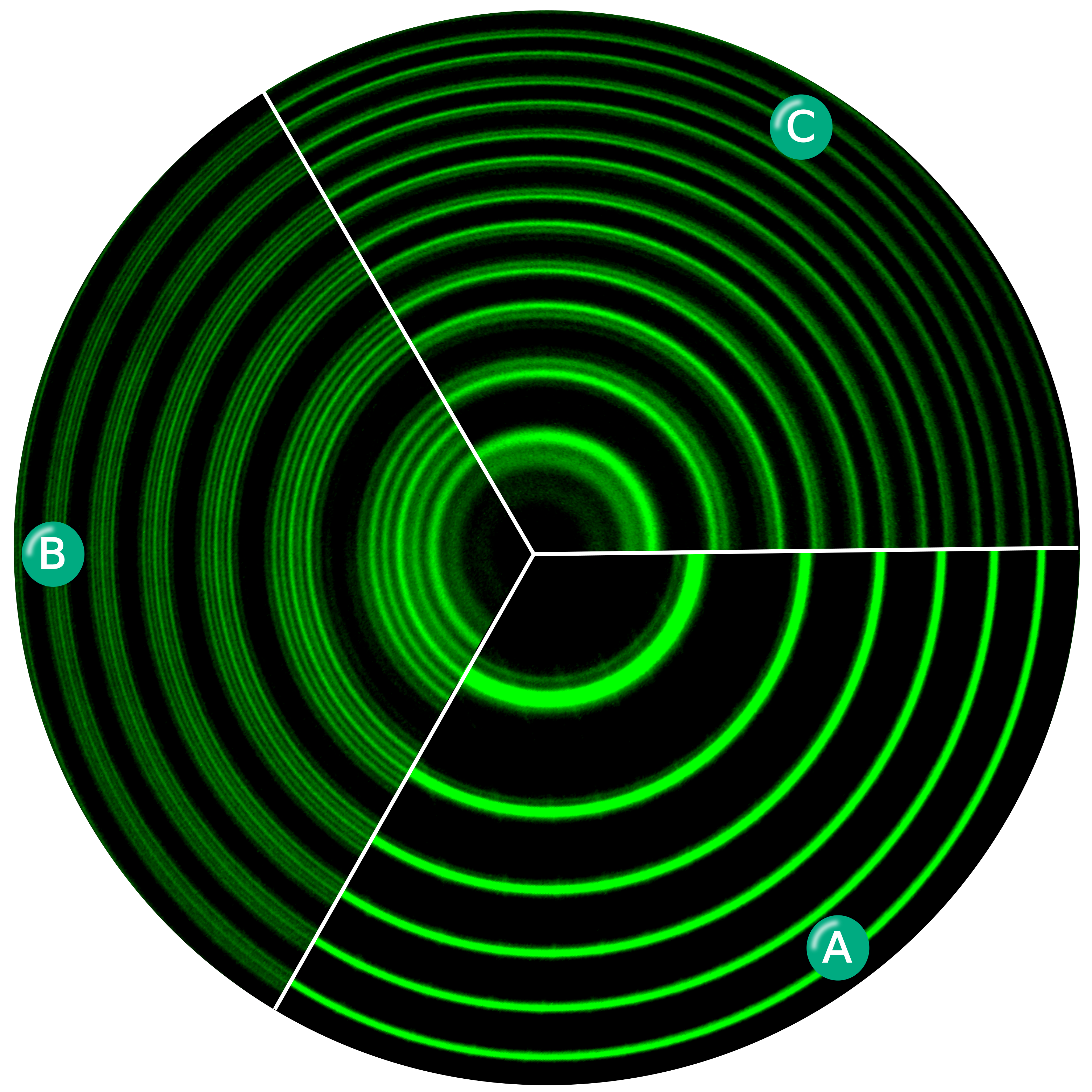
The spectral lines of mercury vapor lamp at wavelength 546.1nm,showing anomalous Zeeman effect. A. Without magnetic field. B. With magnetic field, spectral lines split as transverse Zeeman effect. C. With magnetic field, split as longitudinal Zeeman effect. The spectral lines were obtained using a Fabry-Perot etalon.

Zeeman splitting of the 5s level of Rb-87, including fine structure and hyperfine structure splitting. Here F = J + I, where I is the nuclear spin. (for Rb-87, I = 3/2)

Efectul Zeeman, numit după fizicianul olandez Pieter Zeeman, este efectul divizării unei linii spectrale în mai multe componente în prezența unui câmp magnetic static. Este analog cu efectul Stark, împărțirea unei linii spectrale în mai multe componente în prezența unui câmp electric. De asemenea, similar cu efectul Stark, tranzițiile dintre diferitele componente au, în general, intensități diferite, unele fiind interzise în întregime (în aproximarea dipolului), așa cum sunt reglementate de regulile de selecție.
Deoarece distanța dintre sub-nivelurile Zeeman este o funcție a rezistenței câmpului magnetic, acest efect poate fi utilizat pentru măsurarea intensității câmpului magnetic, de exemplu cel al Soarelui și al altor stele sau în plasmele de laborator. Efectul Zeeman este foarte important în aplicații cum ar fi spectroscopia cu rezonanță magnetică nucleară, spectroscopia de rezonanță prin spin de electroni, imagistica prin rezonanță magnetică (MRI) și spectroscopia Mössbauer. Acesta poate fi, de asemenea, utilizat pentru a îmbunătăți precizia spectroscopiei de absorbție atomică. O teorie despre sensul magnetic al păsărilor presupune că o proteină din retină este schimbată datorită efectului Zeeman.
Atunci când liniile spectrale sunt linii de absorbție, efectul se numește efect Zeeman invers.

## Nomenclatură
Din punct de vedere istoric, se face distincția între efectul normal și anormal al lui Zeeman (descoperit de Thomas Preston în Dublin, Irlanda). Efectul anormal apare la tranziții în cazul în care rotația netă a electronilor este un semimetru ciudat, astfel încât numărul de sub-nivele Zeeman este egal. Acesta a fost numit "anormal", deoarece spinul de electroni nu fusese încă descoperit, deci nu exista o explicație bună pentru el în momentul în care Zeeman a observat efectul.
La câmpurile magnetice mai mari, efectul nu mai este liniar. La o intensitate chiar mai mare a câmpului, când rezistența câmpului exterior este comparabilă cu rezistența câmpului intern al atomului, cuplarea electronilor este perturbată și liniile spectrale sunt rearanjate. Aceasta se numește efectul Paschen-Back.
În literatura științifică modernă, acești termeni sunt rareori utilizați, cu tendința de a folosi doar "efectul Zeeman".

## Prezentare teoretică
Hamiltonianul total al unui atom dintr-un câmp magnetic este
{\displaystyle H=H_{0}+V_{M},\ }
unde {\displaystyle H_{0}} este hamiltonianul neperturbat al atomului și {\displaystyle V_{M}}este perturbația datorată câmpului magnetic:
{\displaystyle V_{M}=-{\vec {\mu }}\cdot {\vec {B}},}
unde {\displaystyle {\vec {\mu }}}este momentul magnetic al atomului. Momentul magnetic este format din componente electronice și nucleare; cu toate acestea, acesta din urmă este un număr de ordine de mărime mai mic și va fi neglijat aici. Prin urmare,
{\displaystyle {\vec {\mu }}\approx -{\frac {\mu _{B}g{\vec {J}}}{\hbar }},}
unde {\displaystyle \mu _{B}} este magnetonul Bohr-Procopiu, {\displaystyle {\vec {J}}} este impulsul electronic unghiular total și {\displaystyle g}este factorul Landé g.
O abordare mai precisă este aceea de a ține cont de faptul că operatorul momentului magnetic al unui electron este o sumă a contribuțiilor momentului orbital orbital{\displaystyle {\vec {L}}} și impulsul unghiular de rotație {\displaystyle {\vec {S}}}, fiecare fiind înmulțită cu raportul giromagnetic corespunzător:
{\displaystyle {\vec {\mu }}=-{\frac {\mu _{B}(g_{l}{\vec {L}}+g_{s}{\vec {S}})}{\hbar }},}
unde {\displaystyle g_{l}=1}și {\displaystyle g_{s}\approx 2.0023192} (acesta din urmă este numit raportul gigantic anormal, abaterea valorii de la 2 se datorează efectelor electrodinamicii cuantice). În cazul cuplării LS, se poate înscrie peste toți electronii din atom:
{\displaystyle g{\vec {J}}=\left\langle \sum _{i}(g_{l}{\vec {l_{i}}}+g_{s}{\vec {s_{i}}})\right\rangle =\left\langle (g_{l}{\vec {L}}+g_{s}{\vec {S}})\right\rangle ,}
unde {\displaystyle {\vec {L}}} și {\displaystyle {\vec {S}}} sunt impulsul orbital total și spinul atomului, iar medierea se face pe o stare cu o valoare dată a momentului unghiular total.
Dacă termenul de interacțiune {\displaystyle V_{M}}este mic (mai puțin decât structura fină), poate fi tratată ca o perturbație; acesta este efectul Zeeman propriu-zis. În efectul Paschen-Back, descris mai jos, {\displaystyle V_{M}} depășește în mod semnificativ cuplajul LS (dar este încă mic comparativ cu {\displaystyle H_{0}}). În câmpurile magnetice foarte puternice, interacțiunea câmpului magnetic poate depăși {\displaystyle H_{0}}, caz în care atomul nu mai poate exista în sensul său normal, și se vorbește despre nivelurile Landau. Există cazuri intermediare mai complexe decât aceste cazuri limitate.

## Domeniu slab (efect Zeeman)
Dacă interacțiunea cu spin-orbită domină peste efectul câmpului magnetic extern, {\displaystyle \scriptstyle {\vec {L}}}și {\displaystyle \scriptstyle {\vec {S}}} nu sunt conservate separat, ci doar impulsul celular total {\displaystyle \scriptstyle {\vec {J}}={\vec {L}}+{\vec {S}}}este. Vitezii spinului și orbitalului momentului angular pot fi considerați ca precese în ceea ce privește vectorul de moment unghiular total (fix) {\displaystyle \scriptstyle {\vec {J}}}. Vectorul de centrifugare (timp -) "mediat" este atunci proiecția spinului pe direcția lui {\displaystyle \scriptstyle {\vec {J}}}:
{\displaystyle {\vec {S}}_{avg}={\frac {({\vec {S}}\cdot {\vec {J}})}{J^{2}}}{\vec {J}}}
și pentru vectorul orbital "în medie" (timp)
{\displaystyle {\vec {L}}_{avg}={\frac {({\vec {L}}\cdot {\vec {J}})}{J^{2}}}{\vec {J}}.}
Deci,
{\displaystyle \langle V_{M}\rangle ={\frac {\mu _{B}}{\hbar }}{\vec {J}}\left(g_{L}{\frac {{\vec {L}}\cdot {\vec {J}}}{J^{2}}}+g_{S}{\frac {{\vec {S}}\cdot {\vec {J}}}{J^{2}}}\right)\cdot {\vec {B}}.}
Folosind {\displaystyle \scriptstyle {\vec {L}}={\vec {J}}-{\vec {S}}} și cu două laturi, ajungem
{\displaystyle {\vec {S}}\cdot {\vec {J}}={\frac {1}{2}}(J^{2}+S^{2}-L^{2})={\frac {\hbar ^{2}}{2}}[j(j+1)-l(l+1)+s(s+1)],}
și: utilizand {\displaystyle \scriptstyle {\vec {S}}={\vec {J}}-{\vec {L}}}și cu două laturi, ajungem
{\displaystyle {\vec {L}}\cdot {\vec {J}}={\frac {1}{2}}(J^{2}-S^{2}+L^{2})={\frac {\hbar ^{2}}{2}}[j(j+1)+l(l+1)-s(s+1)].}
Combinând totul și luând {\displaystyle \scriptstyle J_{z}=\hbar m_{j}}, obținem energia potențială magnetică a atomului în câmpul magnetic extern aplicat,
{\displaystyle {\begin{aligned}V_{M}&=\mu _{B}Bm_{j}\left[g_{L}{\frac {j(j+1)+l(l+1)-s(s+1)}{2j(j+1)}}+g_{S}{\frac {j(j+1)-l(l+1)+s(s+1)}{2j(j+1)}}\right]\\&=\mu _{B}Bm_{j}\left[1+(g_{S}-1){\frac {j(j+1)-l(l+1)+s(s+1)}{2j(j+1)}}\right],\\&=\mu _{B}Bm_{j}g_{j}\end{aligned}}}
unde cantitatea în paranteze pătrate este factorul Landé g gJ a atomului({\displaystyle g_{L}=1} and {\displaystyle g_{S}\approx 2}) și {\displaystyle m_{j}} este componenta z a momentului unghiular total. Pentru un singur electron de mai sus {\displaystyle s=1/2} and {\displaystyle j=l\pm s}, factorul Landé poate fi simplificat în:
{\displaystyle g_{j}=1\pm {\frac {g_{S}-1}{2l+1}}}
Luoand {\displaystyle V_{m}}pentru a fi perturbația, corectarea Zeeman la energie este
{\displaystyle {\begin{aligned}E_{Z}^{(1)}=\langle nljm_{j}|H_{Z}^{'}|nljm_{j}\rangle =\langle V_{M}\rangle _{\Psi }=\mu _{B}g_{J}B_{ext}m_{j}\end{aligned}}}

### Exemplu: tranziția Lyman alfa în hidrogen
Tranziția Lyman alfa în hidrogen în prezența interacțiunii spin-orbită implică tranzițiile
{\displaystyle 2P_{1/2}\to 1S_{1/2}} and {\displaystyle 2P_{3/2}\to 1S_{1/2}.}
În prezența unui câmp magnetic extern, efectul Zeeman de câmp slab împarte nivelele 1S1 / 2 și 2P1 / 2 în două stări fiecare({\displaystyle m_{j}=1/2,-1/2}) și nivelul 2P3 / 2 în 4 state({\displaystyle m_{j}=3/2,1/2,-1/2,-3/2}).  Factorii Lande pentru cele trei nivele sunt:
{\displaystyle g_{J}=2} for {\displaystyle 1S_{1/2}} (j=1/2, l=0)
{\displaystyle g_{J}=2/3} for {\displaystyle 2P_{1/2}} (j=1/2, l=1)
{\displaystyle g_{J}=4/3} for {\displaystyle 2P_{3/2}} (j=3/2, l=1).
Rețineți în special că mărimea împărțirii energiei este diferită pentru diferitele orbite, deoarece valorile gJ sunt diferite. În partea stângă, este prezentată divizarea structurii fine. Această împărțire are loc chiar și în absența unui câmp magnetic, deoarece se datorează cuplării prin centrifugare pe orbită. Pe dreapta este prezentată divizarea suplimentară a lui Zeeman, care are loc în prezența câmpurilor magnetice.
| Initial State ({\displaystyle n=2,l=1}) {\displaystyle \mid j,m_{j}\rangle } | Initial Energy Perturbation                  | Final State ({\displaystyle n=1,l=0}) {\displaystyle \mid j,m_{j}\rangle } |
| ---------------------------------------------------------------------------- | -------------------------------------------- | -------------------------------------------------------------------------- |
| {\displaystyle \mid {\frac {3}{2}},\pm {\frac {3}{2}}\rangle }               | {\displaystyle \pm 2\mu _{B}B_{z}}           | {\displaystyle \mid {\frac {1}{2}},\pm {\frac {1}{2}}\rangle }             |
| {\displaystyle \mid {\frac {3}{2}},{\frac {1}{2}}\rangle }                   | {\displaystyle +{\frac {2}{3}}\mu _{B}B_{z}} | {\displaystyle \mid {\frac {1}{2}},\pm {\frac {1}{2}}\rangle }             |
| {\displaystyle \mid {\frac {1}{2}},{\frac {1}{2}}\rangle }                   | {\displaystyle +{\frac {1}{3}}\mu _{B}B_{z}} | {\displaystyle \mid {\frac {1}{2}},\pm {\frac {1}{2}}\rangle }             |
| {\displaystyle \mid {\frac {1}{2}},-{\frac {1}{2}}\rangle }                  | {\displaystyle -{\frac {1}{3}}\mu _{B}B_{z}} | {\displaystyle \mid {\frac {1}{2}},\pm {\frac {1}{2}}\rangle }             |
| {\displaystyle \mid {\frac {3}{2}},-{\frac {1}{2}}\rangle }                  | {\displaystyle -{\frac {2}{3}}\mu _{B}B_{z}} | {\displaystyle \mid {\frac {1}{2}},\pm {\frac {1}{2}}\rangle }             |

## Câmp puternic (efect Paschen-Back)
Efectul Paschen-Back este împărțirea nivelelor de energie atomică în prezența unui câmp magnetic puternic. Aceasta se întâmplă atunci când un câmp magnetic extern este suficient de puternic pentru a întrerupe cuplajul dintre orbitală ({\displaystyle {\vec {L}}}) și rotind ({\displaystyle {\vec {S}}}) un moment unghiular. Acest efect este limita câmpului puternic al efectului Zeeman. Cand {\displaystyle s=0}, cele două efecte sunt echivalente. Efectul a fost numit după fizicienii germani Friedrich Paschen și Ernst E. A. Back.
Atunci când perturbația câmpului magnetic depășește semnificativ interacțiunea pe orbită, se poate presupune în siguranță{\displaystyle [H_{0},S]=0}. Aceasta permite valorile de așteptare ale{\displaystyle L_{z}} și {\displaystyle S_{z}} pentru a fi ușor de evaluat pentru o stare{\displaystyle |\psi \rangle }. Energiile sunt simple
{\displaystyle E_{z}=\left\langle \psi \left|H_{0}+{\frac {B_{z}\mu _{B}}{\hbar }}(L_{z}+g_{s}S_{z})\right|\psi \right\rangle =E_{0}+B_{z}\mu _{B}(m_{l}+g_{s}m_{s}).}
Cele de mai sus pot fi citite ca implicând faptul că cuplarea LS este complet spartă de câmpul extern. in orice caz {\displaystyle m_{l}} și {\displaystyle m_{s}} sunt încă numere cuantice "bune". Împreună cu regulile de selecție pentru o tranziție electrică a dipolului, adică,{\displaystyle \Delta s=0,\Delta m_{s}=0,\Delta l=\pm 1,\Delta m_{l}=0,\pm 1} acest lucru permite ignorarea gradului de libertate de spin total. Ca rezultat, doar trei linii spectrale vor fi vizibile, corespunzând {\displaystyle \Delta m_{l}=0,\pm 1} regulă de selecție. Despicarea {\displaystyle \Delta E=B\mu _{B}\Delta m_{l}} este independent de energiile neperturbate și de configurațiile electronice ale nivelelor luate în considerare. Trebuie remarcat faptul că, în general (dacă {\displaystyle s\neq 0}), aceste trei componente sunt de fapt grupuri de mai multe tranziții fiecare, datorită cuplării reziduale pe orbită de spin.
În general, acum trebuie să adăugăm cuplarea spin-orbită și corecțiile relativiste (care sunt de aceeași ordine, cunoscute sub numele de "structură fină") ca o perturbare a acestor nivele "neperturbate". Teoria perturbării de ordinul întâi cu aceste corecții de structură fină dă următoarea formulă pentru atomul de hidrogen în limita Paschen-Back:
{\displaystyle E_{z+fs}=E_{z}+{\frac {m_{e}c^{2}\alpha ^{4}}{2n^{3}}}\left\{{\frac {3}{4n}}-\left[{\frac {l(l+1)-m_{l}m_{s}}{l(l+1/2)(l+1)}}\right]\right\}.}

| Initial State ({\displaystyle n=2,l=1}) {\displaystyle \mid m_{l},m_{s}\rangle } | Initial Energy Perturbation        | Final State ({\displaystyle n=1,l=0}) {\displaystyle \mid m_{l},m_{s}\rangle } |
| -------------------------------------------------------------------------------- | ---------------------------------- | ------------------------------------------------------------------------------ |
| {\displaystyle \mid 1,{\frac {1}{2}}\rangle }                                    | {\displaystyle \pm 2\mu _{B}B_{z}} | {\displaystyle \mid 0,{\frac {1}{2}}\rangle }                                  |
| {\displaystyle \mid 0,{\frac {1}{2}}\rangle }                                    | {\displaystyle +\mu _{B}B_{z}}     | {\displaystyle \mid 0,{\frac {1}{2}}\rangle }                                  |
| {\displaystyle \mid 1,-{\frac {1}{2}}\rangle }                                   | {\displaystyle 0}                  | {\displaystyle \mid 0,-{\frac {1}{2}}\rangle }                                 |
| {\displaystyle \mid -1,{\frac {1}{2}}\rangle }                                   | {\displaystyle 0}                  | {\displaystyle \mid 0,{\frac {1}{2}}\rangle }                                  |
| {\displaystyle \mid 0,-{\frac {1}{2}}\rangle }                                   | {\displaystyle -\mu _{B}B_{z}}     | {\displaystyle \mid 0,-{\frac {1}{2}}\rangle }                                 |
| {\displaystyle \mid -1,-{\frac {1}{2}}\rangle }                                  | {\displaystyle -2\mu _{B}B_{z}}    | {\displaystyle \mid 0,-{\frac {1}{2}}\rangle }                                 |

## Câmp intermediare pentru j = 1/2
În aproximarea magnetică a dipolului, Hamiltonianul care include ambele interacțiuni hiperfine și Zeeman este 
{\displaystyle H=hA{\vec {I}}\cdot {\vec {J}}-{\vec {\mu }}\cdot {\vec {B}}}
{\displaystyle H=hA{\vec {I}}\cdot {\vec {J}}+(\mu _{B}g_{J}{\vec {J}}+\mu _{N}g_{I}{\vec {I}})\cdot {\vec {B}}}
unde {\displaystyle A} este divizarea hiperfină (în Hz) la câmpul magnetic aplicat zero, {\displaystyle \mu _{B}} și{\displaystyle \mu _{N}}sunt magnetonul Bohr și respectiv magnetonul nuclear, {\displaystyle {\vec {J}}} și {\displaystyle {\vec {I}}} sunt operatorii de impulsuri electronice și de unghiuri nucleare și {\displaystyle g_{J}}este factorul Landé g:
{\displaystyle g_{J}=g_{L}{\frac {J(J+1)+L(L+1)-S(S+1)}{2J(J+1)}}+g_{S}{\frac {J(J+1)-L(L+1)+S(S+1)}{2J(J+1)}}}.
În cazul câmpurilor magnetice slabe, interacțiunea cu Zeeman poate fi tratată ca o perturbație a{\displaystyle |F,m_{f}\rangle } bază. În regimul cu câmpuri înalte, câmpul magnetic devine atât de puternic încât efectul Zeeman va domina, și trebuie să se folosească o bază mai completă a{\displaystyle |I,J,m_{I},m_{J}\rangle } sau doar {\displaystyle |m_{I},m_{J}\rangle }de cand {\displaystyle I} și {\displaystyle J} va fi constantă într-un anumit nivel. 
Pentru a obține o imagine completă, inclusiv intensitatea câmpului intermediar, trebuie să luăm în considerare eigenstatele care sunt superpoziții ale {\displaystyle |F,m_{F}\rangle } și {\displaystyle |m_{I},m_{J}\rangle }baze. For {\displaystyle J=1/2}, Hamiltonianul poate fi rezolvat în mod analitic, rezultând în formula Breit-Rabi. În special, interacțiunea cvadrupolă electrică este zero pentru {\displaystyle L=0} ({\displaystyle J=1/2}), astfel încât această formulă este destul de precisă.
Pentru a rezolva acest sistem, observăm că în orice moment, proiecția globală de moment{\displaystyle m_{F}=m_{J}+m_{I}} vor fi conservate. În plus, din moment ce{\displaystyle J=1/2} între stari {\displaystyle m_{J}} se va schimba între numai {\displaystyle \pm 1/2}. Prin urmare, putem defini o bază bună ca:
{\displaystyle |\pm \rangle \equiv |m_{J}=\pm 1/2,m_{I}=m_{F}\mp 1/2\rangle }
Acum utilizăm operatori cu scală mecanică, care sunt definiți pentru un operator de unghi general {\displaystyle L} ca
{\displaystyle L_{\pm }\equiv L_{x}\pm iL_{y}}
Acești operatori de scară au proprietatea
{\displaystyle L_{\pm }|L_{,}m_{L}\rangle ={\sqrt {(L\mp m_{L})(L\pm m_{L}+1)}}|L,m_{L}\pm 1\rangle }
atata timp cat{\displaystyle m_{L}} se află în zonă {\displaystyle {-L,\dots ...,L}} (în caz contrar, acestea revin la zero). Utilizarea operatorilor de scări {\displaystyle J_{\pm }} și {\displaystyle I_{\pm }} 
Putem rescrie Hamiltonianul ca
{\displaystyle H=hAI_{z}J_{z}+{\frac {hA}{2}}(J_{+}I_{-}+J_{-}I_{+})+\mu _{B}Bg_{J}J_{z}+\mu _{N}Bg_{I}I_{Z}}
Acum putem determina elementele matrice ale Hamiltonianului:
{\displaystyle \langle \pm |H|\pm \rangle =-{\frac {1}{4}}hA+\mu _{N}Bg_{I}m_{F}\pm {\frac {1}{2}}(hAm_{F}+\mu _{B}Bg_{J}-\mu _{N}Bg_{I}))}
{\displaystyle \langle \pm |H|\mp \rangle ={\frac {1}{2}}hA{\sqrt {(I+1/2)^{2}-m_{F}^{2}}}}
Rezolvând pentru valorile proprii ale acestei matrice (cum se poate face manual sau mai ușor cu un sistem de algebră calculatoare) ajungem la schimbările de energie:
{\displaystyle \Delta E_{F=I\pm 1/2}=-{\frac {h\Delta W}{2(2I+1)}}+\mu _{N}g_{I}m_{F}B\pm {\frac {h\Delta W}{2}}{\sqrt {1+{\frac {2m_{F}x}{I+1/2}}+x^{2}}}}
{\displaystyle x\equiv {\frac {\mu _{B}Bg_{J}-\mu _{N}Bg_{I}}{h\Delta W}}\quad \quad \Delta W=A\left(I+{\frac {1}{2}}\right)}
unde {\displaystyle \Delta W} este divizarea (în unități de Hz) între două suprafețe hiperfine în absența câmpului magnetic {\displaystyle B},
{\displaystyle x} este denumit parametru de intensitate a câmpului (Notă: pentru {\displaystyle m=-(I+1/2)} rădăcina pătrată este un pătrat exact și trebuie interpretată ca {\displaystyle +(1-x)}).Această ecuație este cunoscută ca formula Breit-Rabi și este utilă pentru sistemele cu un electron de valență într-un {\displaystyle s} ({\displaystyle J=1/2}) nivel.
Rețineți că indexul {\displaystyle F} in {\displaystyle \Delta E_{F=I\pm 1/2}} trebuie considerată nu ca un moment angular total al atomului, ci ca un moment angular total asimptotic. Ea este egală cu impulsul unghiular total numai dacă {\displaystyle B=0}
Altfel, vectorii proprii care corespund diferitelor valori proprii ale Hamiltonianului sunt suprapunerile statelor cu diferite {\displaystyle F} dar egal {\displaystyle m_{F}} (singurele excepții sunt {\displaystyle |F=I+1/2,m_{F}=\pm F\rangle }).

## Aplicații

### Astrofizică

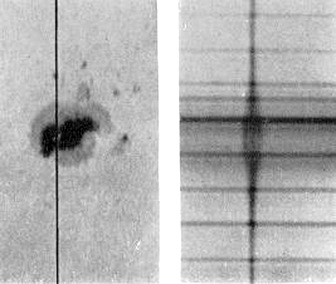
Zeeman effect on a sunspot spectral line

George Ellery Hale a fost primul care a observat efectul Zeeman în spectrul solar, indicând existența câmpurilor magnetice puternice în petele solare. Astfel de câmpuri pot fi destul de mari, de ordinul a 0,1 tesla sau mai mare. Astăzi, efectul Zeeman este folosit pentru a produce magnetograme care arată variația câmpului magnetic pe soare.

### Răcire cu laser
Efectul Zeeman este utilizat în multe aplicații de răcire cu laser, cum ar fi o capcană magneto-optică și Zeeman mai lent.

### Zeeman-energia de cuplare mediate de mișcări spin și orbital
Interacțiunea pe orbită în cristale este, de obicei, atribuită cuplării matricelor Pauli {\displaystyle {\boldsymbol {\sigma }}} la impulsul de electroni {\displaystyle {\boldsymbol {k}}} care există chiar și în absența câmpului magnetic {\displaystyle {\boldsymbol {B}}}. Totuși, în condițiile efectului Zeeman, când {\displaystyle {\boldsymbol {B}}\neq 0}, o interacțiune similară poate fi realizată prin cuplare {\displaystyle {\boldsymbol {\sigma }}} la coordonata electronică {\displaystyle {\boldsymbol {r}}} prin spațiul neomogen, Zeeman Hamiltonian
{\displaystyle H_{Z}={\frac {1}{2}}({\boldsymbol {B}}{\hat {g}}{\boldsymbol {\sigma }})},
unde {\displaystyle {\hat {g}}}este un factor Landens tensorial și fie {\displaystyle {\boldsymbol {B}}={\boldsymbol {B}}({\boldsymbol {r}})}sau {\displaystyle {\hat {g}}={\hat {g}}({\boldsymbol {r}})},sau ambele, depind de coordonatele electronilor {\displaystyle {\boldsymbol {r}}}. Astfel {\displaystyle {\boldsymbol {r}}}-dependent Zeeman Hamiltonian {\displaystyle H_{Z}({\boldsymbol {r}})}cupluri electron spin {\displaystyle {\boldsymbol {\sigma }}} către operator {\displaystyle {\boldsymbol {r}}} reprezentând mișcarea orbitală a electronului. Domeniu incomplet {\displaystyle {\boldsymbol {B}}({\boldsymbol {r}})} poate fi fie un câmp neted al surselor externe, fie un câmp magnetic microscopic cu oscilație rapidă în antiferromagneți. Spin-orbită de cuplare prin câmp neomogen macroscopic {\displaystyle {\boldsymbol {B}}({\boldsymbol {r}})}  din nanomagnete este folosit pentru operarea electrică a spionilor de electroni în puncte cuantice prin rezonanța electrică a dipolului de spin, și rotirea de conducere de către câmpul electric datorită neomogenității {\displaystyle {\hat {g}}({\boldsymbol {r}})} a fost demonstrat de asemenea.

## Vezi si
- Efect Kerr magneto-optic
- Voigt effect
- Faraday effect
- Cotton-Mouton effect
- Polarization spectroscopy
- Zeeman energy
- Stark effect
- Lamb shift
  - Electron configuration says at subshell p (l=1), there are 3 energy level ml=-1,0,1, but we see only two p1/2 and p3/2. for subshell s(l=0), there is only 1 energy level (ml=0), but here we have 2. l corresponding to fine structure, ml corresponding to hyperfine structure.

### Istoric
- Condon, E. U.; G. H. Shortley (1935). The Theory of Atomic Spectra. Cambridge University Press. ISBN 0-521-09209-4. (Chapter 16 provides a comprehensive treatment, as of 1935.)
- Zeeman, P. (1896). „Over de invloed eener magnetisatie op den aard van het door een stof uitgezonden licht” [On the influence of magnetism on the nature of the light emitted by a substance]. Verslagen van de Gewone Vergaderingen der Wis- en Natuurkundige Afdeeling (Koninklijk Akademie van Wetenschappen te Amsterdam) [Reports of the Ordinary Sessions of the Mathematical and Physical Section (Royal Academy of Sciences in Amsterdam)] (în Dutch). 5: 181–184 and 242–248.
- Zeeman, P. (1897). „On the influence of magnetism on the nature of the light emitted by a substance”. Philosophical Magazine. 5th series. 43: 226–239.
- Zeeman, P. (11 februarie 1897). „The effect of magnetisation on the nature of light emitted by a substance”. Nature. 55 (1424): 347. Bibcode:1897Natur..55..347Z. doi:10.1038/055347a0.
- Zeeman, P. (1897). „Over doubletten en tripletten in het spectrum, teweeggebracht door uitwendige magnetische krachten” [On doublets and triplets in the spectrum, caused by external magnetic forces]. Verslagen van de Gewone Vergaderingen der Wis- en Natuurkundige Afdeeling (Koninklijk Akademie van Wetenschappen te Amsterdam) [Reports of the Ordinary Sessions of the Mathematical and Physical Section (Royal Academy of Sciences in Amsterdam)] (în Dutch). 6: 13–18, 99–102, and 260–262.
- Zeeman, P. (1897). „Doublets and triplets in the spectrum produced by external magnetic forces”. Philosophical Magazine. 5th series. 44 (266): 55–60. doi:10.1080/14786449708621028.

### Modern
- Feynman, Richard P., Leighton, Robert B., Sands, Matthew (1965). The Feynman Lectures on Physics. 3. Addison-Wesley. ISBN 0-201-02115-3.
- Forman, Paul (1970). „Alfred Landé and the anomalous Zeeman Effect, 1919-1921”. Historical Studies in the Physical Sciences. 2: 153–261. doi:10.2307/27757307. JSTOR 27757307.
- Griffiths, David J. (2004). Introduction to Quantum Mechanics (ed. 2nd). Prentice Hall. ISBN 0-13-805326-X.
- Liboff, Richard L. (2002). Introductory Quantum Mechanics. Addison-Wesley. ISBN 0-8053-8714-5.
- Sobelman, Igor I. (2006). Theory of Atomic Spectra. Alpha Science. ISBN 1-84265-203-6.
- Foot, C. J. (2005). Atomic Physics. ISBN 0-19-850696-1.